# 暗記数学
暗記数学(あんきすうがく)とは、実際の入試問題を解くにあたってまず必要な解法パターンを理解・暗記し、既知の解法を組み合わせることによって問題を解く、数学の勉強法のことである。この暗記数学に関しては教育関係者を巻き込んで賛否両論が起こった。

## 概要
「暗記数学」を提唱したのは、受験アドバイザー和田秀樹である。和田によれば、暗記数学は「自力で問題を解かず、模範解答を見て解法を覚えるやり方」と述べている。ただし年号や英単語の暗記（和田曰く「理解抜きの丸暗記」）とは異なり、数学の暗記は「理解型暗記」、すなわち解法を理解して覚えることだとしている。したがって何故そのような解法をするのかが理解出来なければ、解法暗記は成り立たない。
和田の勉強法では、各個人の数学的能力の差を持っている解法パターンの量として捉える。したがって、まず学習者が取り組むべきはその解法パターンを理解・暗記し増やすこと(解法暗記)であるといえる。

## 背景
全国屈指の進学校である灘中学校・高等学校に入学した和田であったが、在学中自身の不勉強により落ちこぼれてしまい、同級生の優等生集団と大きな差が開いてしまった。そんな状況下で優等生集団に追いつき、膨大な範囲に及ぶ定期テストをこなすため、試験範囲をまとめたノートのコピーを丸暗記することで飛躍的に点数を伸ばすことができた。以後、試行錯誤の結果編み出された数学の勉強法が「暗記数学」である。

## 方法・手順
解法暗記ではどのような問題であっても、まずは解答を見ずに既有の知識を利用して問題を解く努力をする。和田自身このプロセスは理解度を高める上で重要であると述べている。しかし5分間考えても解法が思いつかない場合は、設問が要求していることや疑問点を明確化した上で指針と模範解答をよく読む。ただし解答を読んでいる際もただ受動的な態度で読むのではなく、疑問点や補足、気づいたことなどは余白に書き込んで記録し、理解できなかった箇所は積極的に教師や友人に質問し消化することとしている。また解答を理解できた場合でも正確に答案を再現できるか試すことが必要である。

## 使用する参考書
和田によれば、解法暗記のために使用する参考書は以下の3つの条件を満たしている必要があるという。
1. 入試に必要な解法パターンを網羅していること。
2. 学習者が理解可能なよう解答・解説が充実していること。
3. 最後にオーソドックスな解法で問題を解いていること。

志望校の難易度によって必要な参考書は変わってくるものの、和田は以上の3つの条件を満たしている参考書として数研出版の『チャート式 基礎からの数学』(通称青チャート)を薦めている。

## 批判
和田の数学学習法について、ピーター・フランクル、大島利雄、森毅ら著名な数学者は反対している。一方、藤原正彦ら賛成する者もいる。